# Ołeksandr Batiuk (ur. 1984)
Ołeksandr Ołeksandrowycz Batiuk (ukr. Олександр Олександрович Батюк; ur. 27 kwietnia 1984 w Czernihowie) – ukraiński biegacz narciarski, olimpijczyk.
Nigdy nie startował w zawodach Pucharu Świata ani na mistrzostwach świata. Wziął udział w igrzyskach olimpijskich w Turynie w 2006 roku. Epizodycznie pojawiał się w zawodach Pucharu Kontynentalnego, FIS Race i Scandinavian Cup, w którym w sezonie 2005/2006 sklasyfikowano go na 63. pozycji z dorobkiem 22 punktów. W 2006 roku zawodnik zakończył karierę.
Jego ojciec, Ołeksandr Batiuk, reprezentował ZSRR w biegach narciarskich.

## Wyniki
- C - styl klasyczny
- F - styl dowolny

### Igrzyska Olimpijskie
| 2006 Turyn/Pragelato | 57 (łączony 30 km.), 63 (15 km. C) |

### Mistrzostwa Świata Juniorów
| 2002 Schonach  | 56 (30 km C), 41 (10 km. F), 68 (sprint)               |
| 2003 Solleftea | 27 (30 km F), 24 (10 km C), 51 (sprint)                |
| 2004 Stryn     | 16 (10 km F), 58 (sprint), 9 (sztafeta), DNF (30 km C) |

### Uniwersjada
| 2005 Innsbruck/Seefeld | 48 (30 km C), 66 (10 km. F), 78 (sprint) |